# Предсједник Републике Бугарске
Предсједник Републике Бугарске (буг. Президент на Република България) је шеф државе у Бугарској и врховни командант Војске Бугарске. Он је симбол јединства нације и представља Републику Бугарску у међународним односима.
Бира се на општим тајним изборима на рок од пет година. Предсједник Републике Бугарске има право вета на одлуке Народног собрања и оне могу постати пуноважне само послије потписа предсједника. Међутим, предсједник има право само три пута поништити такве одлуке. Уколико Народно собрање четврти пут донесе одлуку о истом питању она постаје пуноважна и без потписа предсједника.
Предсједнику Републике Бугарске је потчињена Национална обавјештајна служба.